# セキ美術館
セキ美術館（セキびじゅつかん）は、愛媛県松山市道後喜多町にある美術館。印刷会社のセキが1997年に開設した。
館長はセキの創業者であり取締役相談役であった関宏成が長らく務めていた。
日本画、洋画、彫刻、版画など500点を所蔵する。展示作品は四季に合わせて年4回展示替えを行っている。「ロダンの部屋」と呼ばれるオーギュスト・ロダンの作品を展示する部屋がある。

## 主な展示物
- 大理石彫刻「ファウナ（森の妖精）」（オーギュスト・ロダン）
- テラコッタ製「《ヴィーナス あるいは フローラ》」（オーギュスト・ロダン）
- ブロンズ像「岩に立つベートーベン」（エミール・アントワーヌ・ブールデル）
- 銅版画・「折檻の庭」の挿絵（オクターヴ・ミルボー）
- 洋画「少女」（小磯良平）

## 利用情報
- 開館時間 - 10:00～17:00（展示室への入場は18:00まで。3月～9月は、日没30分後まで開館時間を延長）
- 休館日 -  月・火曜日（但し祝日の日は開館）、年末年始（12月29日～1月3日）
- 入館料 - 一般／700円(大学生を含む)、小・中・高校生500円（2024年7月現在）
- 駐車場 - 普通車12台(無料)、マイクロバス3台(無料)駐車可[6]

## アクセス
- 伊予鉄道 南町（県民文化会館前）駅または道後温泉駅より徒歩5分[1]